# Bloodshed Across the Empyrean Altar Beyond the Celestial Zenith
Bloodshed Across the Empyrean Altar Beyond the Celestial Zenith (v překladu Krveprolití napříč empyrejským oltářem za nebeským zenitem) je sedmé studiové album kolumbijsko-americké black metalové skupiny Inquisition, které bylo vydáno 26. srpna 2016. Grafické ztvárnění obalu alba stvořil francouzský výtvarník Vincent Fouquet, jenž v minulosti spolupracoval mj. s kapelami Bethlehem, Tsjuder, Melechesh.
Od 19. května 2016 byla k dispozici promo-skladba s názvem Wings of Anu.

## Seznam skladeb
1. Intro: The Force Before Darkness
2. From Chaos They Came
3. Wings of Anu
4. Vortex from the Celestial Flying Throne of Storms
5. A Black Aeon Shall Cleanse
6. The Flames of Infinite Blackness Before Creation
7. Mystical Blood
8. Through the Divine Spirit of Satan a Glorious Universe Is Known
9. Bloodshed Across the Empyrean Altar Beyond the Celestial Zenith
10. Power from the Center of the Cosmic Black Spiral
11. A Magnificent Crypt of Stars
12. Outro: The invocation of the Absolute, the All, the Satan
13. Coda: Hymn to the Cosmic Zenith

## Obsazení
- Dagon – vokály, kytara
- Incubus – bicí